# رودني جونز
رودني جونز (بالإنجليزية: Rodney Jones)‏ هو عازف جاز وموسيقي وملحن أمريكي، ولد في 30 أغسطس 1956 في نيو هيفن في الولايات المتحدة.

## وصلات خارجية
- الموقع الرسمي
- رودني جونز على موقع IMDb (الإنجليزية)
- رودني جونز على موقع ميوزك برينز (الإنجليزية)
- رودني جونز على موقع قاعدة بيانات برودواي على الإنترنت (الإنجليزية)
- رودني جونز على موقع أول ميوزيك (الإنجليزية)
- رودني جونز على موقع ديسكوغز (الإنجليزية)